# 温莎市政厅
温莎市政厅（Windsor Guildhall）是英格兰伯克郡温莎的市政厅，位于高街，距离温莎城堡入口约100米。目前的建筑兴建于1687年，先后由托马斯·菲茨（Thomas Fitz）和克里斯多佛·雷恩爵士设计建造。1829年扩建。该建筑被列为一级登录建筑。

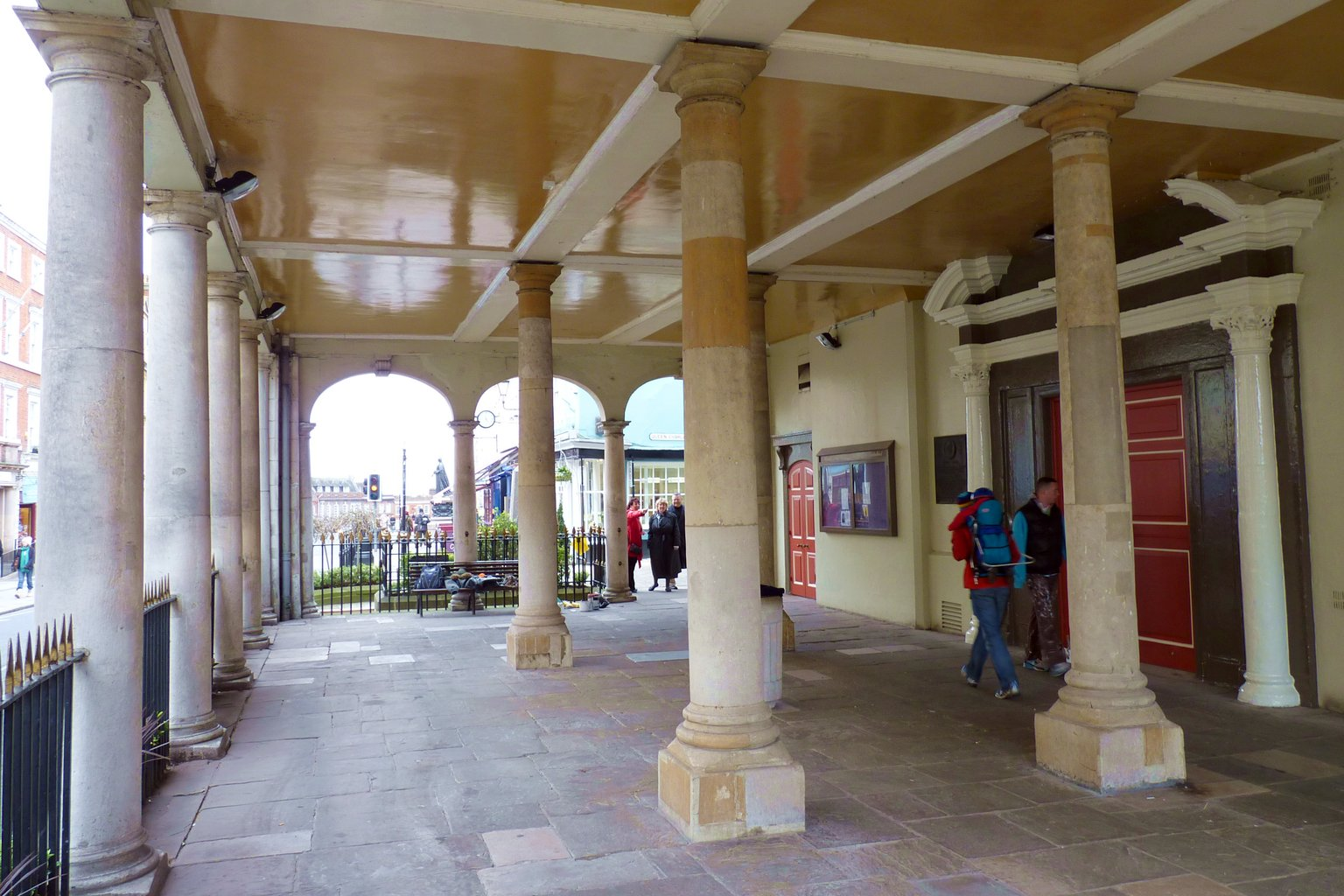

1974年以后，此处已不再作为市政厅使用。2011年，改设博物馆。